# Bröthen
Bröthen là một đô thị thuộc huyện Lauenburg, trong bang Schleswig-Holstein, nước Đức. Đô thị Bröthen có diện tích 10,69 km², dân số thời điểm 31 tháng 12 năm 2006 là 274 người.